# Trattato dei XVIII articoli
Il trattato dei XVIII articoli venne pubblicato il 26 giugno 1831 dai rappresentanti delle potenze riuniti in conferenza a Londra dal precedente 4 novembre 1830 (altrimenti nota come conferenza di Londra (1830-1831)).  Esso rappresentò il primo, sostanziale mutamento introdotto in Europa dal trattato di Vienna del 1815.

## La rivoluzione del Belgio
La questione del Belgio, ebbe avvio il 25 agosto 1830 con l'insurrezione di Bruxelles, intesa all'emancipazione dai Paesi Bassi di Guglielmo I d’Orange-Nassau.  La guarnigione olandese venne evacuata e, il 4 ottobre, Bruxelles proclamò l'indipendenza ed insediò un governo provvisorio.

## La conferenza di Londra

### Premesse diplomatiche
A quel punto il governo britannico, guidato dal duca di Wellington propose di estendere le finalità di una conferenza diplomatica già organizzata a Londra, per discutere della questione greca. Essa venne inaugurata il 4 novembre 1830.
I rappresentanti diplomatici della Santa Alleanza si presentarono per sostenere una posizione strettamente legittimistica, ovvero decisamente contraria ad un'indipendenza che avrebbe, per la prima volta, mutato i confini stabiliti al Congresso di Vienna.

### Radicale cambio di contesto
In capo a pochi giorni, però, la situazione venne rovesciata da tre avvenimenti inattesi:
- il 15 novembre la caduta in parlamento del governo del Duca di Wellington, sostituito da Lord Grey un liberale il cui ministro degli esteri Palmeston era a favore di un accomodamento con la Francia.
- seguì, soprattutto, la grande rivolta polacca scoppiata il 29 novembre 1830 a Varsavia, ed accolta con grande simpatia dai liberali di tutta Europa. Si trattava di un rischio decisivo per Impero russo, costretto, da quel momento, a concentrare ogni sforzo nella repressione, cercando di limitare i danni.
- rivolta che fece temere altri scossoni nel resto d'Europa, come regolarmente confermato dalla rivoluzione dell'Italia centrale, scoppiata il 26 febbraio 1831 e che minacciava la stabilità del Lombardo-Veneto austriaco: essa richiese l'intervento dell'esercito di campagna del Frimont e congelò ogni altra iniziativa di Vienna fuori dalla propria area di più diretta influenza.  Ciò senza contare l'esigenza di quella capitale (e di Berlino) di coprire la frontiera polacca.

### Il protocollo del 20 gennaio 1831
Da quel momento la partecipazione di Austria, Prussia e Russia divenne poco più di una formalità. Benché occorra riconoscere all'ambasciatore russo Lieven ed al suo collega di delegazione Matuszewic di avere avanzato, il 20 dicembre, il passo decisivo di offrire il consenso russo all'indipendenza del Belgio, ma sotto condizione di perpetua neutralità, in modo da permettere a quel Paese di perpetuare la sua funzione di argine all'espansione francese (en quelque sorte de barrière contre les impiètements de la France).
Accadde così che i plenipotenziati si accordassero sui famosi protocolli di Londra del 20 gennaio 1831: non un trattato ma dei protocolli diplomatici, ricordati come le "basi della separazione", i quali prevedevano la separazione dei due stati ed un'ipotesi di frontiera. In particolare ai Paesi Bassi veniva lasciata la provincia del Limburgo orientale (mentre il Limburgo occidentale, fiamminga, passava al Belgio) e l'intero Lussemburgo (incluso, quindi, non solo l'attuale Gran Ducato, ma anche l'attuale Provincia del Lussemburgo, vallona).
Nei primi tre mesi, la conferenza aveva permesso di raggiungere alcuni risultati: le potenze avevano imposta la tregua ai belligeranti, eppoi stabilito il principio della separazione ed un quadro di intesa territoriale. Ma la situazione non poteva certo dirsi regolata.

## L'elezione di Leopoldo I re dei Belgi
Una delle principali questioni aperte restava la scelta di un sovrano per il nuovo regno.  Nel febbraio 1831 il Congresso Nazionale belga scelse il Duca di Nemours, secondogenito di Luigi Filippo di Francia.
La circostanza, naturalmente, spiaque moltissimo alle altre potenze, tanto che Palmeston si spinse a minacciare una reazione militare. Luigi Filippo provvide, quindi, a ridimensionare le proprie pretese, accettando di declinare l'offerta, ciò che consentì al Palmeston di imporre un proprio candidato, nella persona di Leopoldo di Sassonia-Coburgo, che venne, come prevedibile, eletto dal assemblea belga il 6 giugno. Luigi Filippo ottenne, tuttavia, a maggiore garanzia, l'impegno di Leopoldo sposare sua figlia Luisa d'Orléans, ciò che regolarmente avvenne il 9 agosto 1832.

## Il trattato dei XVIII articoli

### Approvazione da parte delle potenze
Conscio della forza della propria posizione, Leopoldo condizionò la propria accettazione dall'accettazione delle Basi della Separazione. Cosa che ottenne dal Parlamento belga.
Cosicché, egli poté tornare al tavolo di Londra e negoziare un miglioramento dei termini rispetto alle Basi, che riguardavano, anzitutto, l'accantonamento della questione del Lussemburgo, che sarebbe stata rimandata ad un 'supplemento di negoziazione'.  Eppoi, il delegato francese lasciò intendere la possibilità di ridiscutere anche del Limburgo.
Accadde così che, il 26 giugno 1831, i rappresentanti delle potenze riuniti in conferenza a Londra poterono, infine, pubblicare il Trattato dei XVIII articoli, con la quale esse riconoscevano de facto la separazione del Belgio dai Paesi Bassi.
Rispetto alle Basi della Separazione del 20 gennaio 1831, l'attiva partecipazione dei rappresentanti belgi (guidati dal Nothomb e dallo stesso Leopoldo, avevano consentito di introdurre taluni miglioramenti, a favore del neonato Regno. In particolare veniva fissato il 'supplemento di negoziazione' circa il Lussemburgo, la possibilità di estendere, in futuro, il proprio controllo sul Limburgo orientale, la libertà di navigazione sul fiume Schelda, sino alla foce, rimasta sotto controllo olandese.

### Reazione militare olandese
Il 9 luglio 1831 il trattato venne ratificato dal Congresso Nazionale belga.  Ma non venne mai applicato, a causa della repentina (ma decisamente tardiva) reazione di Guglielmo I dei Paesi Bassi: questi, attese l'incoronazione di Leopoldo I, il 21 luglio 1831 per poi dare inizio, pochi giorni più tardi, il 2 agosto i Paesi Bassi, ad un'invasione, passata alla storia come la campagna dei dieci giorni. Essa venne arrestata solo dall'intervento di un corpo di spedizione francese, guidato dal maresciallo Gérard, che impedì ai Batavi di rioccupare Bruxelles.

### Nuovo accordo fra le potenze
La debolezza militare mostrata dal regno di Leopoldo, convinse la Gran Bretagna a farvi minore affidamento in funzione di bastione anti-francese.
Accadde, quindi, che il 15 novembre 1831 la Conferenza di Londra, riunita ormai da più di un anno, approvasse una nuova bozza di trattato, nota come Protocollo dei XXIV articoli: esso riduceva i vantaggi al Belgio e venne infine accettato dall'Olanda solo nel 1838.
Nel frattempo, continuava l'azione del corpo francese, che liberava Anversa nel corso del 1832 e costringeva le parti ad un armistizio illimitato, il 21 maggio 1833.